# Ленинградский дворец молодёжи
Ленингра́дский дворе́ц молодёжи (ЛДМ) — многофункциональный комплекс, располагавшийся в Санкт-Петербурге по адресу: улица Профессора Попова, д. 45—47, на берегу реки Малая Невка.

## История
В 1964 году П. Прохоров и В. Лукбянов победили в конкурсе Ленинградского обкома ВЛКСМ на «дом молодёжи». У здания было панорамное остекление, чередование на фасаде тёмных и светлых полос, две крыши одна над другой с солярием между ними, V-образные опоры, у второго корпуса была крыша-терраса. В ходе развития проекта горизонтальные полосы стали тёмными, а вертикальные рёбра — белыми, были изменены пропорции от горизонтальной композиции к квадратной. Фасад гостиницы обведён бетонной рамой, киноконцертный зал разместили в низком параллелепипеде с диагональной лестницей вдоль витража. В 1987 г. на крыше гостиницы ЛДМ был установлен метеорологический радиолокатор МРЛ-5 из состава расположенного неподалёку гидрометцентра. Под радиопрозрачным укрытием в форме "шарика" был самый обычный некогерентный импульсный многочастотный радар с одним магнетроном в качестве передатчика, работавший в вертикально и горизонтально поляризованных диапазонах.
Комплекс был построен по проекту архитекторов П. С. Прохорова, В. Лукьянова, А. П. Изоитко (специалист по бассейнам, разрабатывавший бассейн в нижнем уровне объёма) и В. П. Тропина, конструктор — М. Христиансен, инженер — М. Катышев. ЛДМ построен в стиле «советский модернизм», для которого характерны рациональный подход и интернациональный характер постройки.
В 1980 году для демонстрации «свободы творчества в СССР» в ЛДМ прошла выставка, в которой было представлено как официальное (работы молодёжной секции ЛОСХа), так и неофициальное изобразительное искусство. Во время выставки 1981 года администрация «запретила встречу художников со зрителями и закрыла выставку на три дня раньше». В 1983 в ЛДМ выставлялось Товарищество экспериментального изобразительного искусства, в 1964 году в выставке участвовало 164 художника, в 1985 году на ней было 818 работ, включая работы «митьков». Выставка 1986 года была сделана, но не открылась «в знак протеста против цензуры со стороны городской выставочной комиссии». В тот же период в ЛДМ проходили концерты Виктора Цоя и Бориса Гребенщикова, «Алисы» и «Аукциона», «Зоопарка», «Телевизора», в 1987 году в ЛДМ состоялся V фестиваль Ленинградского рок-клуба. В здании стали селить молодых зарубежных туристов, «с конца 70-х он приврателся… в место концентрации фарцовщиков и спекулянтов». В 1990-е годы в здании устраивались ресторан, бильярд, библиотека, игровые автоматы и стриптиз.
Комплекс был разнообразным и удобным. В вестибюле пол был гранитным, в фойе — беломраморным, зимний сад был выстлан диабазовой брусчаткой, танцзал — паркетом, щиты стен были фанерованы. У входа росло два столетних дуба (оставшихся от снесённого для строительства особняка Гротена 1914 года постройки).
В комплекс Дворца молодёжи на 2019 год входили:
- гостиница;
- выставочный зал;
- клубные помещения;
- офисные площади;
- зимний сад (площадью 1000 м²[2])
- ресторан[7].

10 августа 2021 года Группа «Эталон» объявила о покупке здания и прилегающих территорий, а также планах сноса ЛДМ и постройки к 2026 году нового жилого комплекса. В конце декабря 2023 года начался снос здания. Согласно опросу «Делового Петербурга», «снос ЛДМ слабо возмутил архитекторов и градозащитников». На месте ЛДМ будет возведён ЖК «ЛДМ».

## Галерея
| - Дворец молодёжи в марте 2011 года - Интерьер с зимним садом - Диагональная лестница вдоль витража; Дворец молодёжи в день новости о сносе (16 июля 2023 года) - Шар-украшение - Остатки снесённого Дворца Молодёжи (июнь 2024 года) |